# Gaturamo-anão
Eufónia-plúmbea, gaturamo-miúdo ou gaturamo-anão (Euphonia plumbea) é uma espécie de ave da família Fringillidae.
Pode ser encontrada nos seguintes países: Brasil, Colômbia, Guiana Francesa, Guiana, Peru, Suriname e Venezuela.
Os seus habitats naturais são florestas subtropicais ou tropicais húmidas de baixa altitude e florestas secundárias altamente degradadas.